# Pressione venosa giugulare

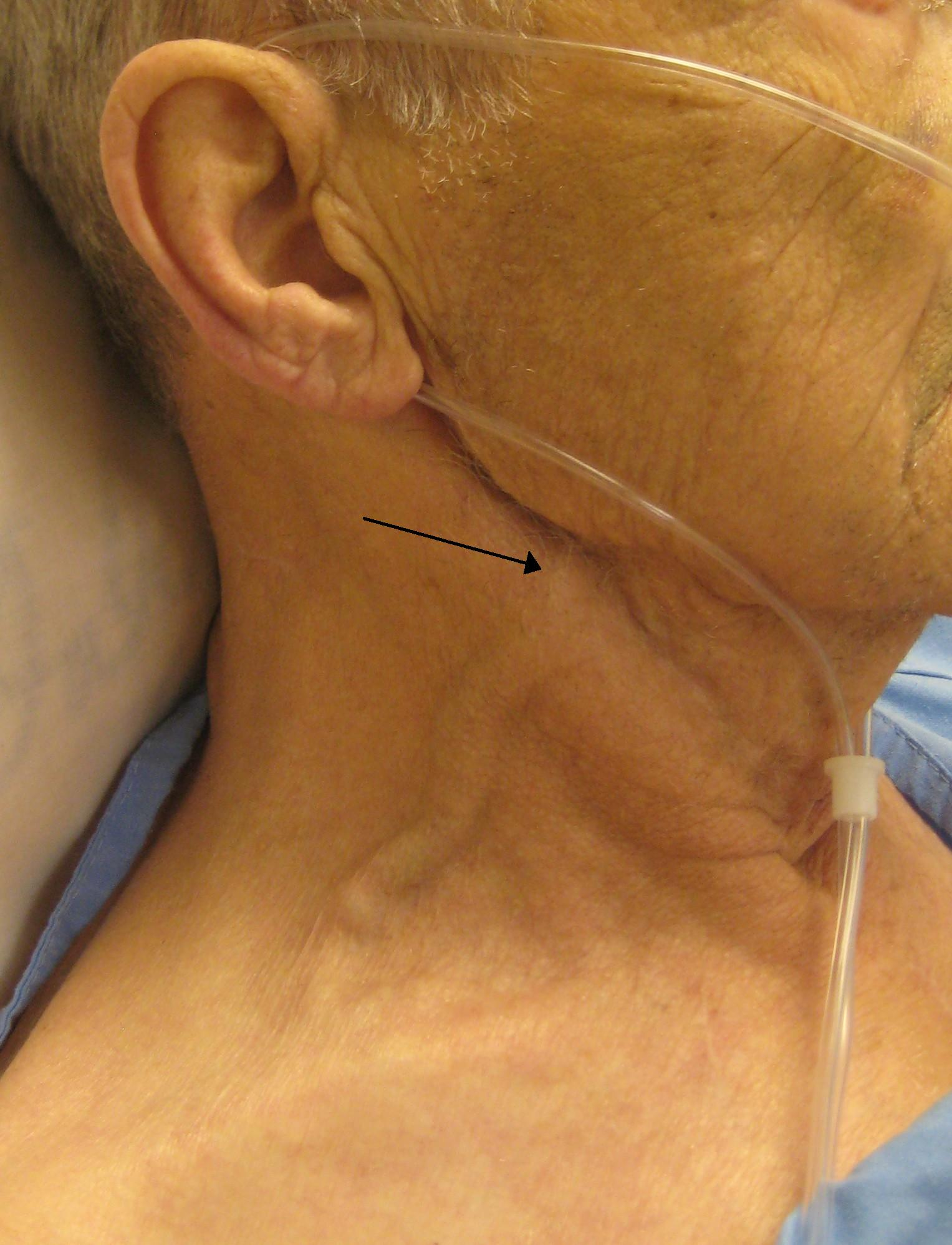
Paziente con insufficienza cardiaca congestizia e marcata distensione venosa giugulare. La freccia indica la vena giugulare esterna. La pressione giugulare non viene misurata osservando la vena giugulare esterna, ma viene invece misurata dalle pulsazioni della pelle dalla vena giugulare interna, che non è visibile in questa immagine.

La pressione venosa giugulare (PVG, a volte indicata come polso venoso giugulare) è la pressione osservata indirettamente sul sistema venoso tramite la visualizzazione della vena giugulare interna. Può essere utile nella differenziazione di diverse forme di malattie cardiache e polmonari. Classicamente sono state descritte tre deviazioni verso l'alto e due deviazioni verso il basso.
- Le deviazioni verso l'alto sono l'onda "a" ( corrispondente alla contrazione atriale), "c" ( corrispondente alla contrazione ventricolare e conseguente rigonfiamento della tricuspide nell'atrio destro durante la sistole isovolumetrica) e "v" (corrispondente al riempimento venoso).
- Le deviazioni verso il basso dell'onda sono l'onda  "x" (l'atrio si rilassa e la valvola tricuspide si sposta verso il basso) e l'onda "y" (riempimento del ventricolo dopo l'apertura della tricuspide).

## Metodo

### Visualizzazione

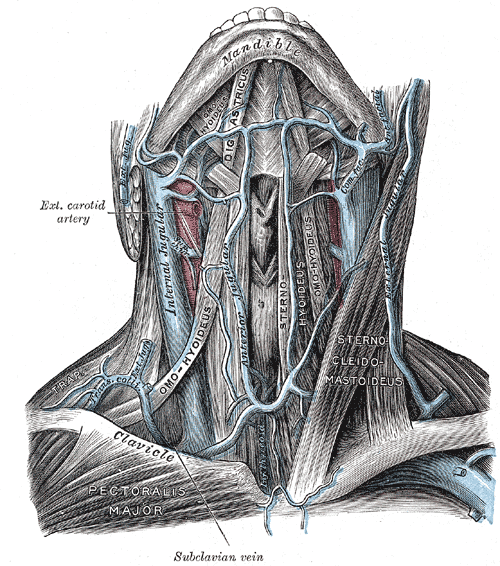
Le vene del collo, visione frontale

Il soggetto viene posizionato con un'inclinazione di 45° per calcolare il livello di riempimento della vena giugulare esterna. La vena giugulare interna viene visualizzata quando si cerca la pulsazione. Nelle persone sane, il livello di riempimento della vena giugulare dovrebbe essere inferiore a 4 centimetri di altezza superiore all'angolo sternale.  Una luce tangenziale può aiutare a discernere il livello di riempimento giugulare.
La PVG è più facile da osservare se si guarda lungo la superficie del muscolo sternocleidomastoideo, poiché è più facile apprezzare il movimento relativo al collo guardando di lato (al contrario di osservare la superficie con un angolo di 90 gradi). Come quando si osserva il movimento di un'automobile da lontano, è più facile per un osservatore vedere il movimento di un'automobile quando attraversa il percorso dell'osservatore a 90 gradi (cioè, spostandosi da sinistra a destra o da destra a sinistra), al contrario di quando giunge verso l'osservatore. 

### Differenziazione dal polso carotideo
La PVG e il polso carotideo possono essere differenziati in diversi modi: 
- multifasica: la PVG "batte" due volte (in rapida successione) nel ciclo cardiaco. In altre parole, ci sono due onde nella PVG per ogni ciclo di contrazione-rilassamento del cuore. Il primo battito rappresenta la contrazione atriale (definita a) e il secondo battito rappresenta il riempimento venoso dell'atrio destro contro una valvola tricuspide chiusa (definita v) e non la comunemente errata "contrazione ventricolare". Queste forme d'onda possono essere alterate da determinate condizioni mediche; pertanto, questo non è sempre un modo accurato per differenziare la PVG dal polso carotideo. L'arteria carotide ha un solo battito nel ciclo cardiaco.
- non palpabile – la PVG non può essere palpata. Se si sente un impulso nel collo, è generalmente l'arteria carotide comune.
- occludibile: la PVG può essere interrotta occludendo la vena giugulare interna premendo leggermente contro il collo. Si riempirà dall'alto.

### Forma delle onde nella PVG
La pulsazione venosa giugulare ha una forma d'onda bifasica.
- L'onda a corrisponde a una contrazione atriale e termina in modo sincrono con il polso dell'arteria carotide. Il picco dell'onda "a" delimita la fine della sistole atriale.
- La discesa x₁ segue l'onda 'a' e corrisponde alla diastole atriale e al rapido riempimento atriale dovuto alla bassa pressione.
- L'onda c corrisponde alla sistole ventricolare destra che provoca il rigonfiamento della valvola tricuspide chiusa verso l'atrio destro durante la contrazione isovolumetrica RV.
- L'onda x di discesa segue l'onda 'c' e si verifica come risultato del ventricolo destro che tira la valvola tricuspide verso il basso durante la sistole ventricolare (espulsione ventricolare/rilassamento atriale). Quando la gittata sistolica viene espulsa, il ventricolo occupa meno spazio nel pericardio, consentendo l'allargamento dell'atrio rilassato. L'onda di discesa x'  può essere utilizzata come misura della contrattilità del ventricolo destro.
- L'onda v corrisponde al riempimento venoso quando la valvola tricuspide è chiusa e la pressione venosa aumenta dal ritorno venoso - ciò si verifica durante e dopo il polso carotideo.
- La discesa y corrisponde al rapido svuotamento dell'atrio nel ventricolo in seguito all'apertura della valvola tricuspide.

### Quantificazione
Un metodo classico per quantificare la PVG è stato descritto da Borst & Molhuysen nel 1952. Da allora è stato modificato in vari modi. Un arco venoso può essere utilizzato per misurare la PVG in modo più accurato.

### Esame addominogiugulare
Il termine "reflusso epatogiugulare" era precedentemente utilizzato poiché si pensava che la compressione del fegato provocasse un "reflusso" di sangue dai sinusoidi epatici nella vena cava inferiore, aumentando così la pressione atriale destra e visualizzata come distensione venosa giugulare. L'esatto meccanismo fisiologico della distensione venosa giugulare con un test positivo è molto più complesso e il termine comunemente accettato è ora "test addominogiugulare". 
In uno studio prospettico randomizzato che ha coinvolto 86 pazienti sottoposti a cateterizzazione cardiaca destra e sinistra, è stato dimostrato che il test addominogiugulare correla meglio con la pressione arteriosa polmonare. Inoltre, i pazienti con una risposta positiva avevano frazioni di eiezione ventricolare sinistra e volumi di ictus inferiori, pressione di riempimento ventricolare sinistra più alta, pressione arteriosa polmonare media più alta e pressione atriale destra più alta.
Il test addominogiugulare, se eseguito in modo standardizzato, si correla meglio con la pressione arteriosa polmonare di incuneamento e, pertanto, è probabilmente un riflesso di un aumento del volume sanguigno centrale. In assenza di insufficienza ventricolare destra isolata, osservata in alcuni pazienti con infarto del ventricolo destro, un test addominogiugulare positivo suggerisce una pressione di cuneo dell'arteria polmonare di 15 mm Hg o superiore.

## Interpretazione
Una PVG elevato è il classico segno di ipertensione venosa (es. insufficienza cardiaca destra). L'elevazione della PVG può essere visualizzata come distensione venosa giugulare, per cui la PVG viene visualizzata a un livello del collo più alto del normale. La pressione venosa giugulare viene spesso utilizzata per valutare la pressione venosa centrale in assenza di misurazioni invasive (ad es. con un catetere venoso centrale, che è un tubo inserito nelle vene del collo). Una revisione sistematica del 1996 ha concluso che un'elevata pressione venosa giugulare rende più probabile un'elevata pressione venosa centrale, ma non aiuta in modo significativo a confermare una bassa pressione venosa centrale. Lo studio ha anche rilevato che l'accordo tra i medici sulla pressione venosa giugulare può essere scarso, mettendo in dubbio la sua affidabilità come strumento decisionale clinico. Allo stesso modo, uno studio del 2016 ha esaminato l'uso delle misurazioni della PVG mediante esame clinico nella valutazione della pressione venosa centrale nei pazienti con insufficienza cardiaca. Questo studio ha rilevato che l'esame JVP non era coerente con le effettive pressioni venose centrali, tanto che era inaffidabile sia per affermare sia per escludere l'insufficienza cardiaca. La misurazione JVP era particolarmente inaffidabile nei pazienti con grasso corporeo elevato. Inoltre, è stato notato che i medici sembravano "estrapolare" le misurazioni JVP da altri risultati più facilmente esaminabili (come auscultazione polmonare, peso corporeo, frequenza cardiaca, pressione sanguigna brachiale e risultati della radiografia del torace).
L'aumento paradosso della PVG in corrispondenza dell'inspirazione (invece della diminuzione prevista) è indicato come segno di Kussmaul e indica un riempimento alterato del ventricolo destro. La diagnosi differenziale del segno di Kussmaul comprende pericardite costrittiva, cardiomiopatia restrittiva, versamento pericardico e grave insufficienza cardiaca destra. 
Alcune anomalie della forma d'onda, incluse le onde a cannone o le onde "a" di ampiezza aumentata, sono associate alla dissociazione atrio-ventricolari (blocco cardiaco di terzo grado), quando l'atrio si contrae contro una valvola tricuspide chiusa, o anche nella tachicardia ventricolare. Un'altra anomalia, " onde cv ", può essere un segno di rigurgito tricuspidale. L'assenza di onde "a" può essere osservata nella fibrillazione atriale.
Un'onda "y" esagerata o un collasso diastolico delle vene del collo da pericardite costrittiva è indicato come segno di Friedreich.
- PVG aumentata con forma d'onde normali
  - Bradicardia
  - Sovraccarico di fluido
  - Arresto cardiaco
- PVG aumentata con pulsazione assente
  - Sindrome della vena cava superiore
- Grande onda 'a' (aumento della pressione di contrazione atriale)
  - Stenosi tricuspide
  - Insufficienza cardiaca destra
  - Ipertensione polmonare
- Onda a a cannone (atri che si contraggono contro la valvola tricuspide chiusa)
  - Flutter atriale
  - Ritmo atriale prematuro (o tachicardia)
  - Blocco cardiaco di terzo grado
  - Ectopici ventricolari
  - Tachicardia ventricolare
- Onda 'a' assente (nessuna depolarizzazione atriale unifocale)
  - Fibrillazione atriale
- Grande onda 'v' (onda c-v)
  - Rigurgito tricuspidale
- Onda di discesa 'x' assente
  - Rigurgito tricuspidale (a volte l'onda "x" è sostituita da un'onda positiva)
- Onda di discesa a 'x' prominente
  - Tamponamento cardiaco
- Onda di discesa a 'y' lenta
  - Stenosi tricuspide
  - Tamponamento cardiaco
- Onda di discesa a "y" prominente e profonda
  - Pericardite costrittiva
- PVG paradossa (segno di Kussmaul: la PVG sale con l'ispirazione, scende con l'espirazione)
  - Versamento pericardico
  - Pericardite costrittiva
  - Tamponamento pericardico